# Gamle Strynefjellsvegen

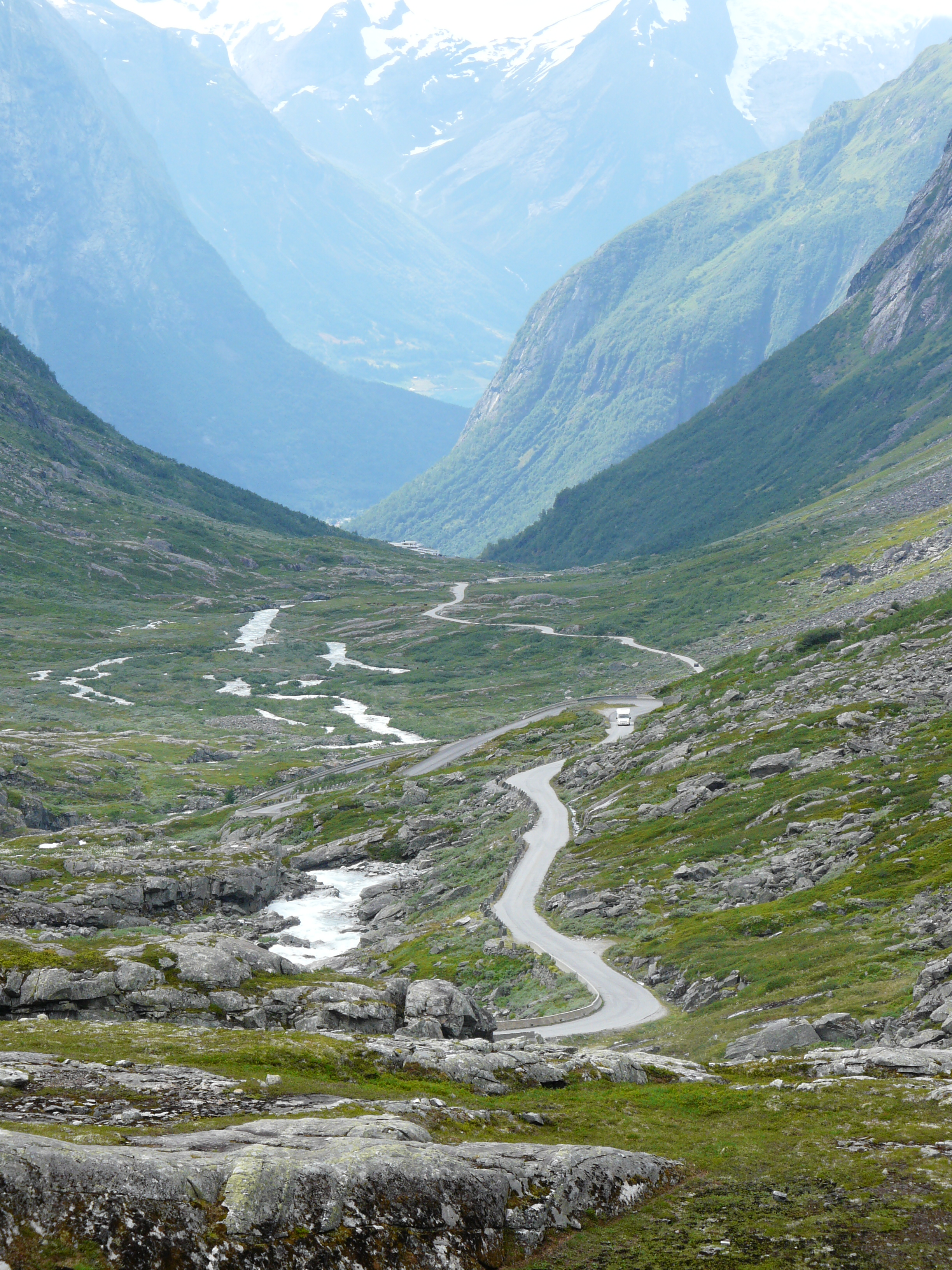
Gamle Strynefjellsvegen

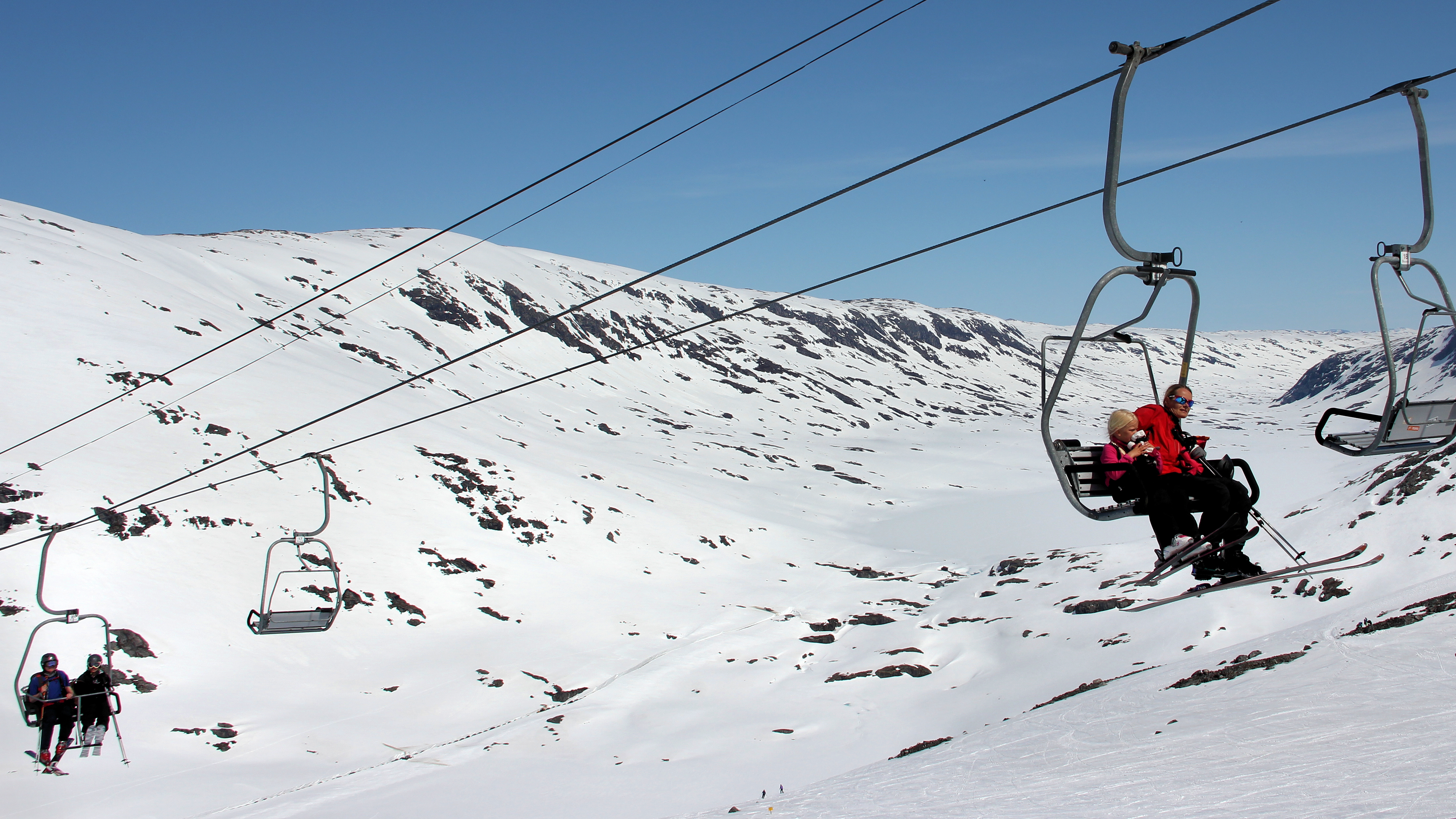
Vom Skigebiet mit Blick auf die Gamle Strynefjellsvegen

Der Gamle Strynefjellsvegen (deutsch: Alte Strynefjell-Straße), offiziell Fylkesvei 258 (Provinzstraße 258), ist eine 27 km lange schmale Schotterstraße in Norwegen, die nur von Mai bis September für den Verkehr freigegeben ist. Sie verbindet die Orte Grotli und Videseter über die Hochebene des Strynefjell. Der höchste Punkt der Strecke liegt auf 1139 m.

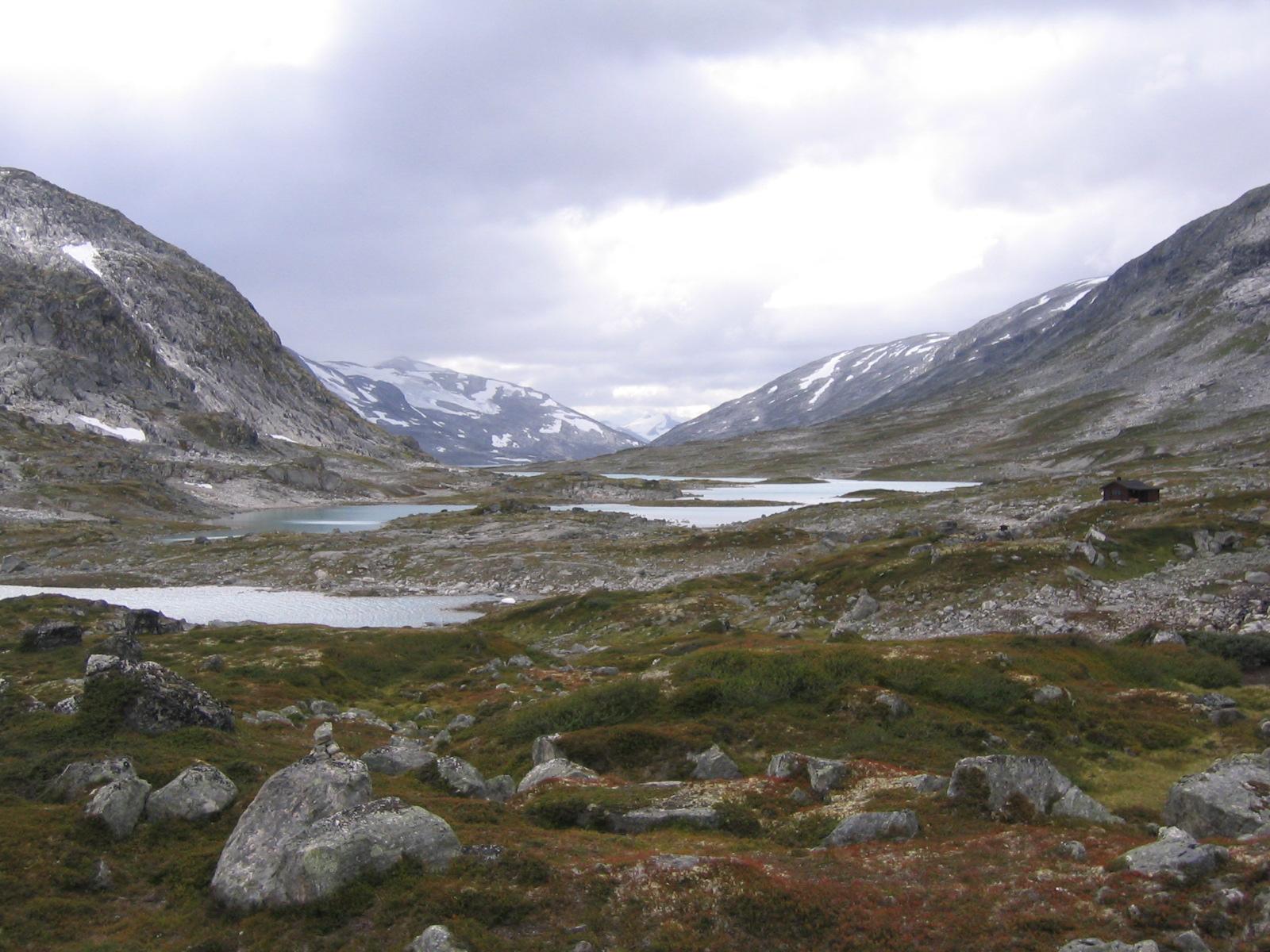
Hochebene des Strynefjell

1881 wurde der Bau der Straße beschlossen, um eine befestigte Verbindung zwischen den Kommunen Skjåk im Hochland und Stryn am Fjord zu schaffen. 1894 erfolgte nach zwölfjähriger Bauzeit, während der die Straße in den schneefreien Sommermonaten in Handarbeit aus dem Fels gehackt, gesprengt und gefräst wurde, die Einweihung. Erst 1978 löste eine neue, 12 km lange und ganzjährig befahrbare Straße mit drei Tunneln den Gamle Strynefjellsvegen als Hauptverkehrsweg ab. 1997 wurde der Strynefjellsvegen zur „nationalen Touristenstraße“ erklärt.
Der Gamle Strynefjellsvegen führt direkt an einem von Norwegens bekanntesten Sommerskigebieten vorbei, dem Stryn Sommerski. Von der Straße führt ein Sessellift hinauf zum Gletscher Tystigen, auf dem mehrere Pisten zur Verfügung stehen.
 Ebenfalls unmittelbar am Weg befindet sich der Wasserfall Øvstebrufossen.

## Galerie

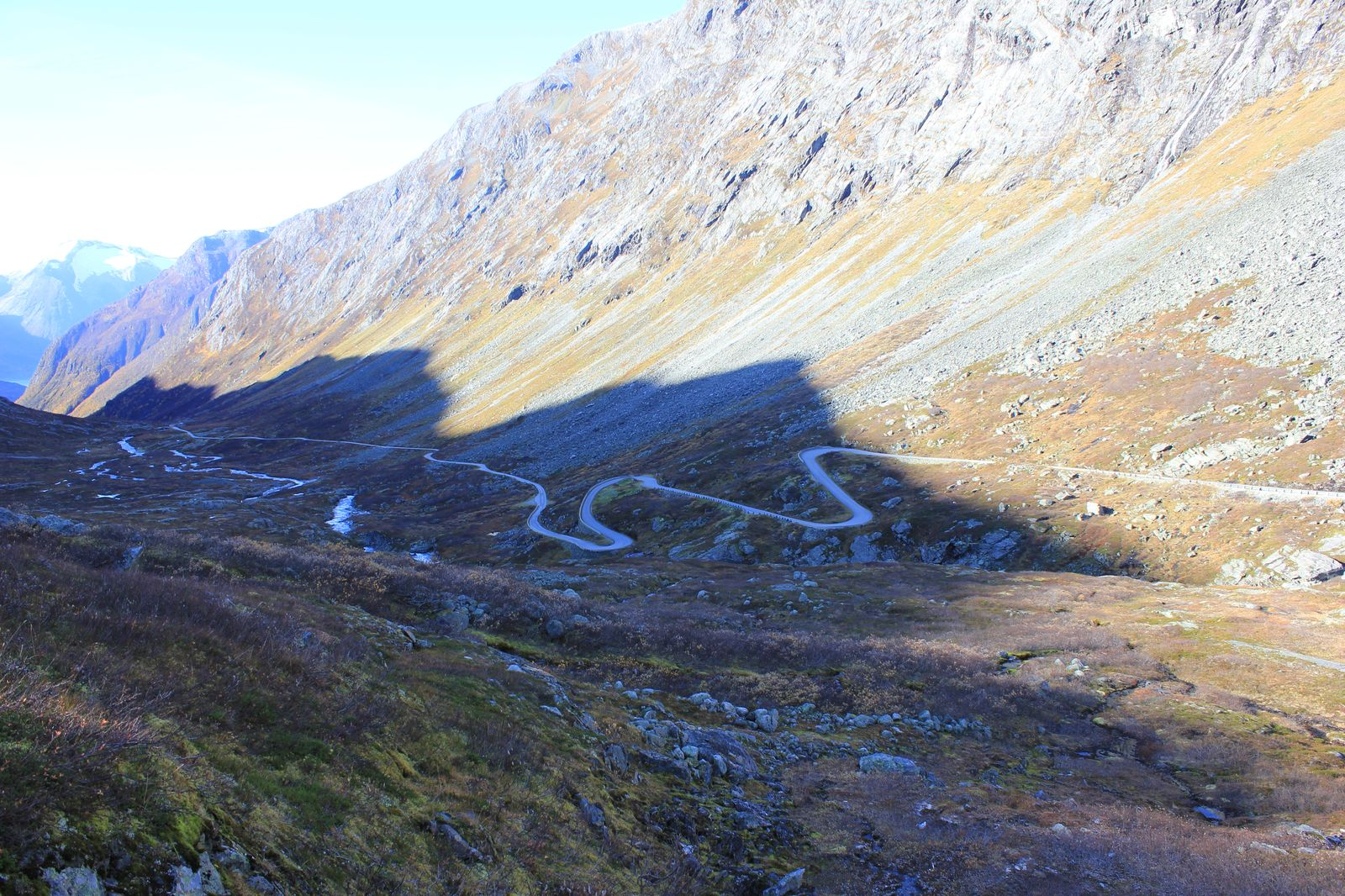
Anstieg auf der Stryn-Seite
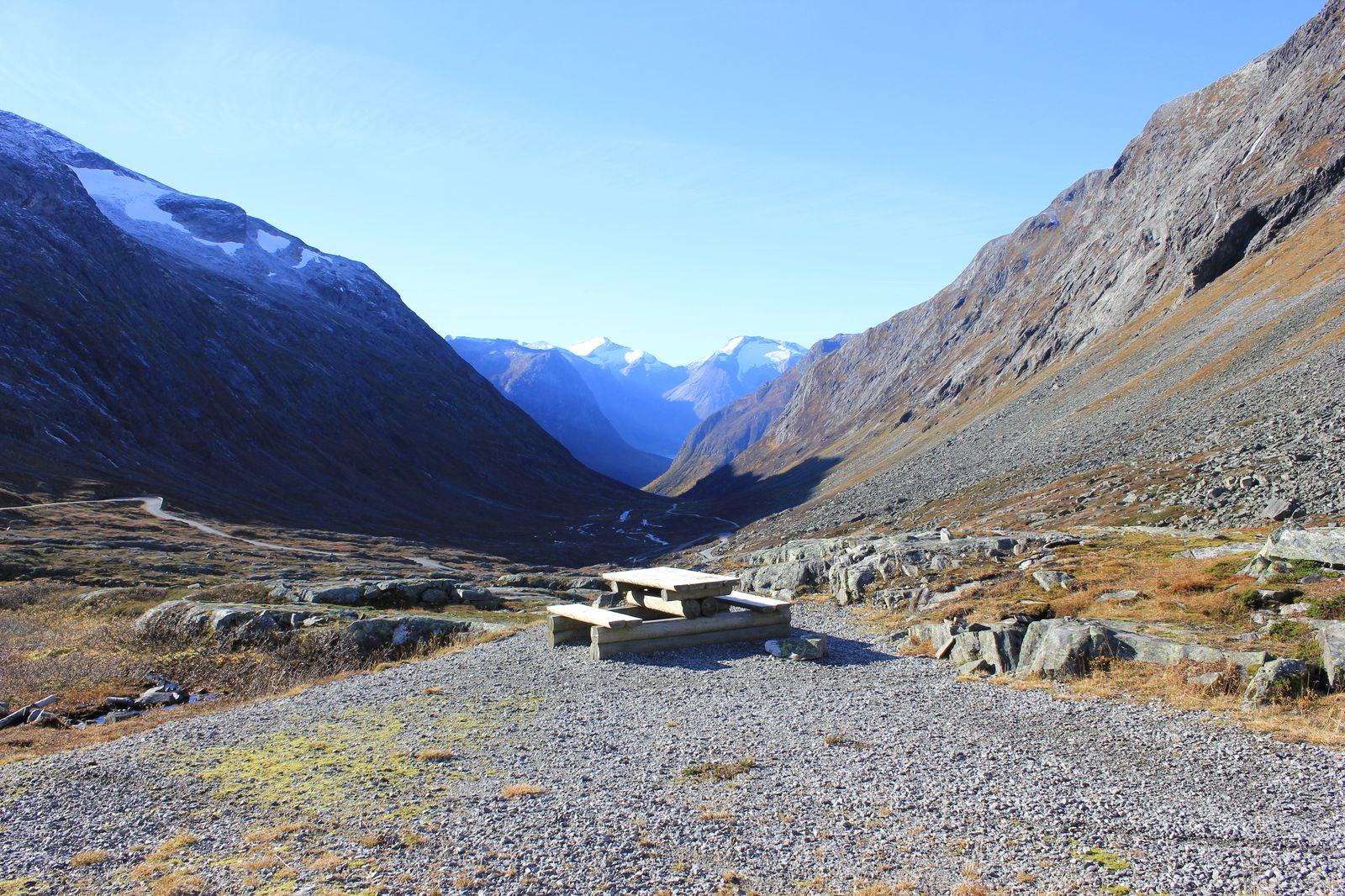
Rastplatz an der Straße
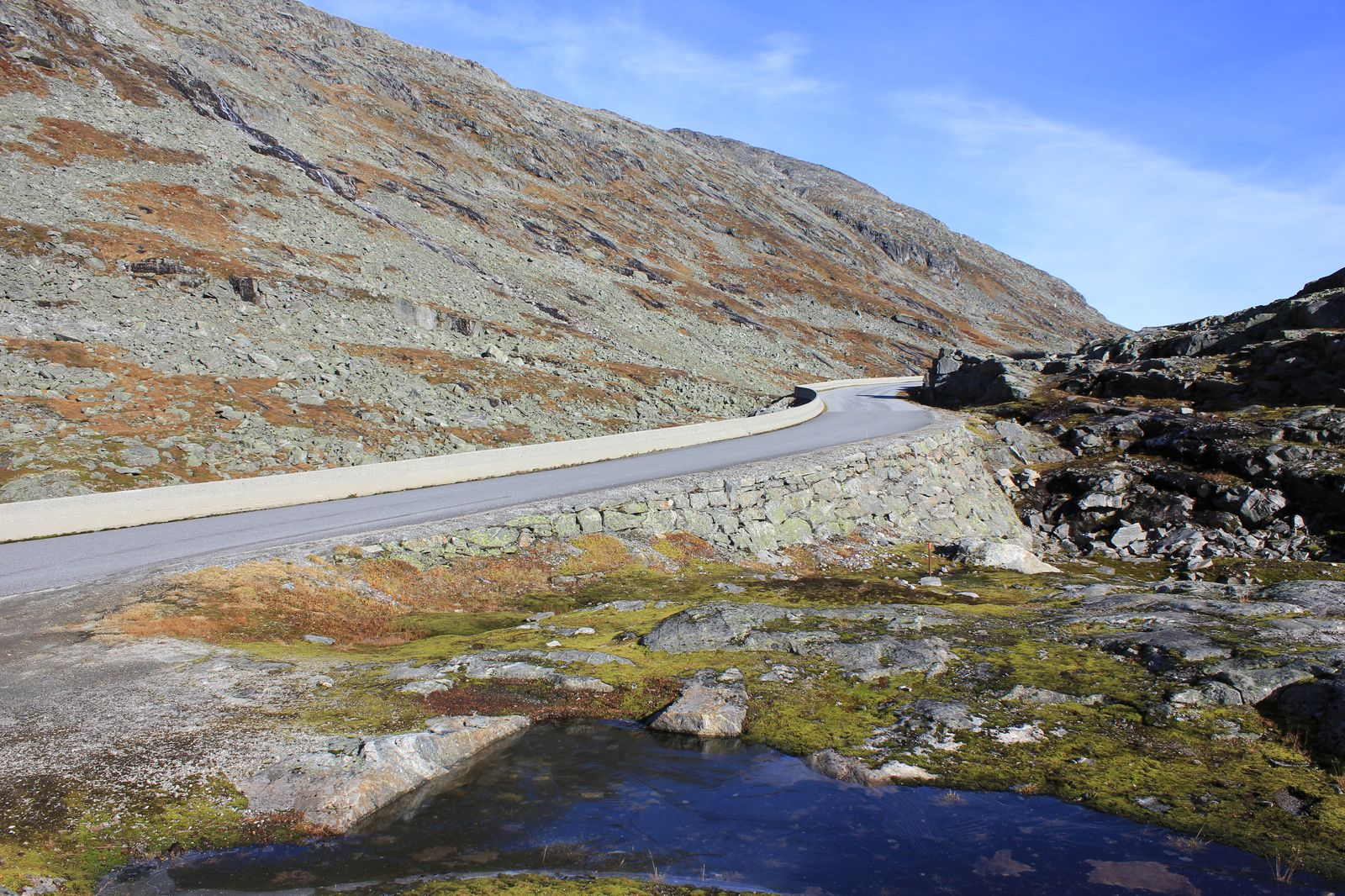
Originaler, über 120 Jahre alter Straßenbau
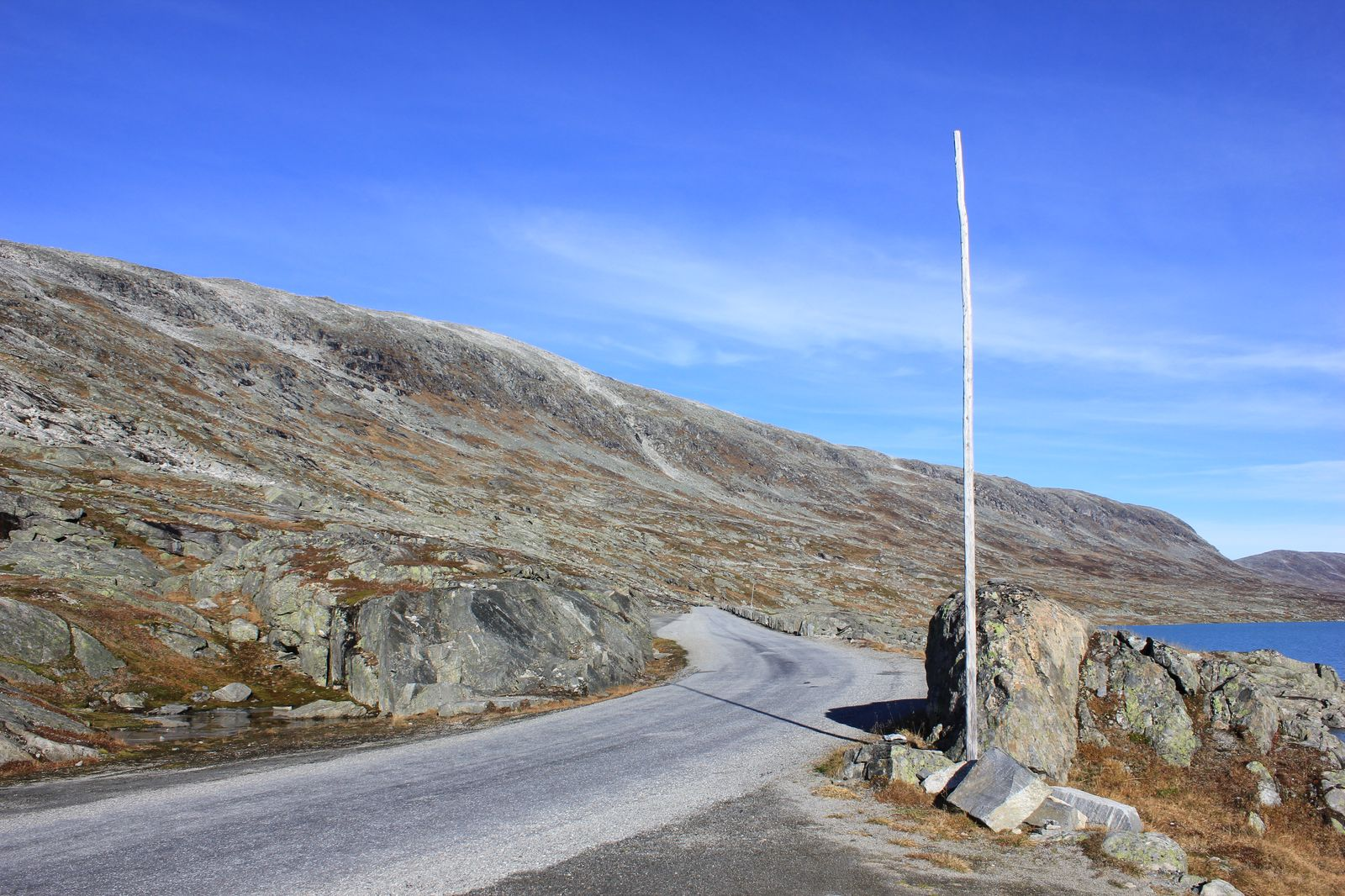
Schneezeichen
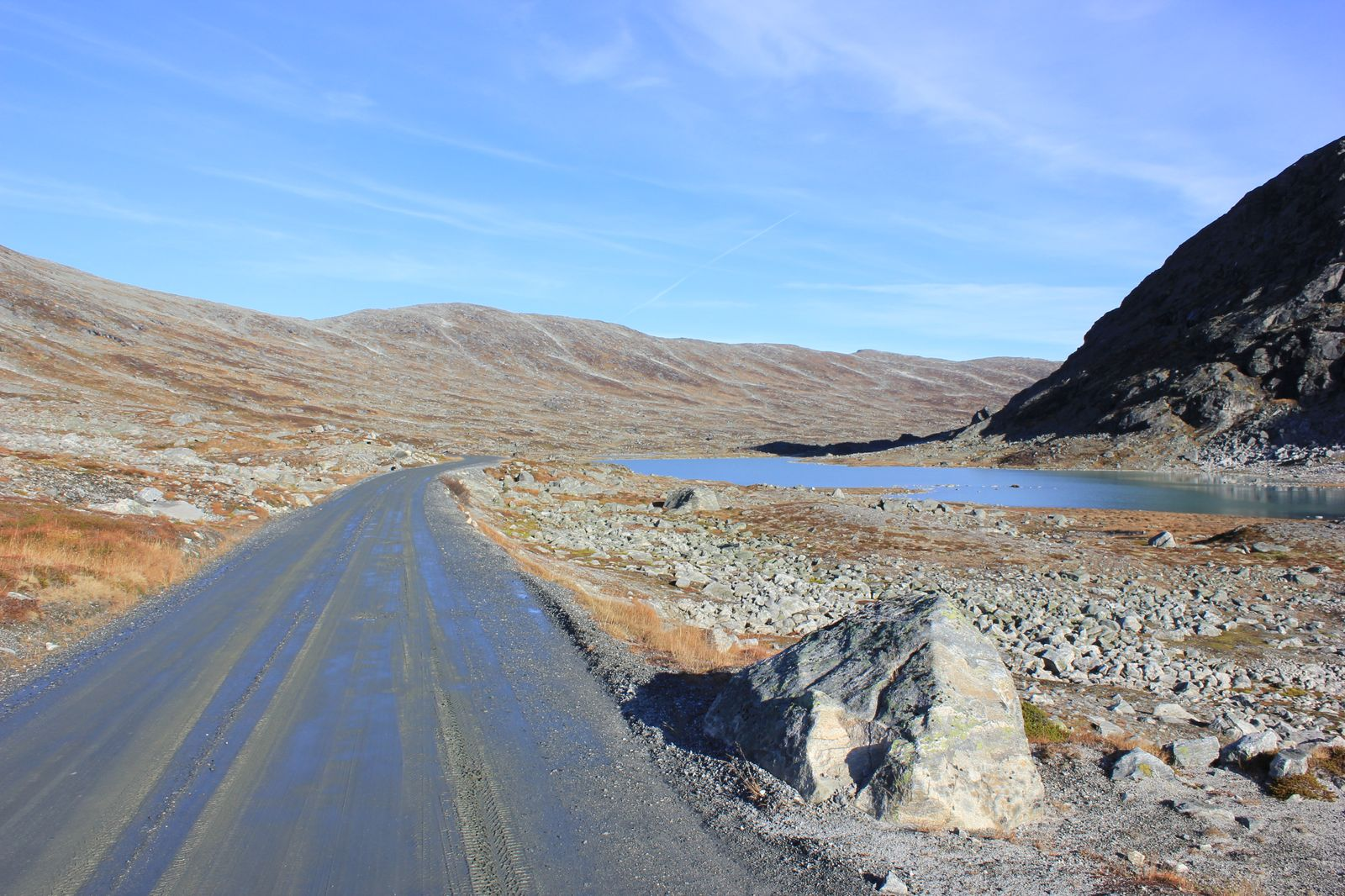
Frühjahr
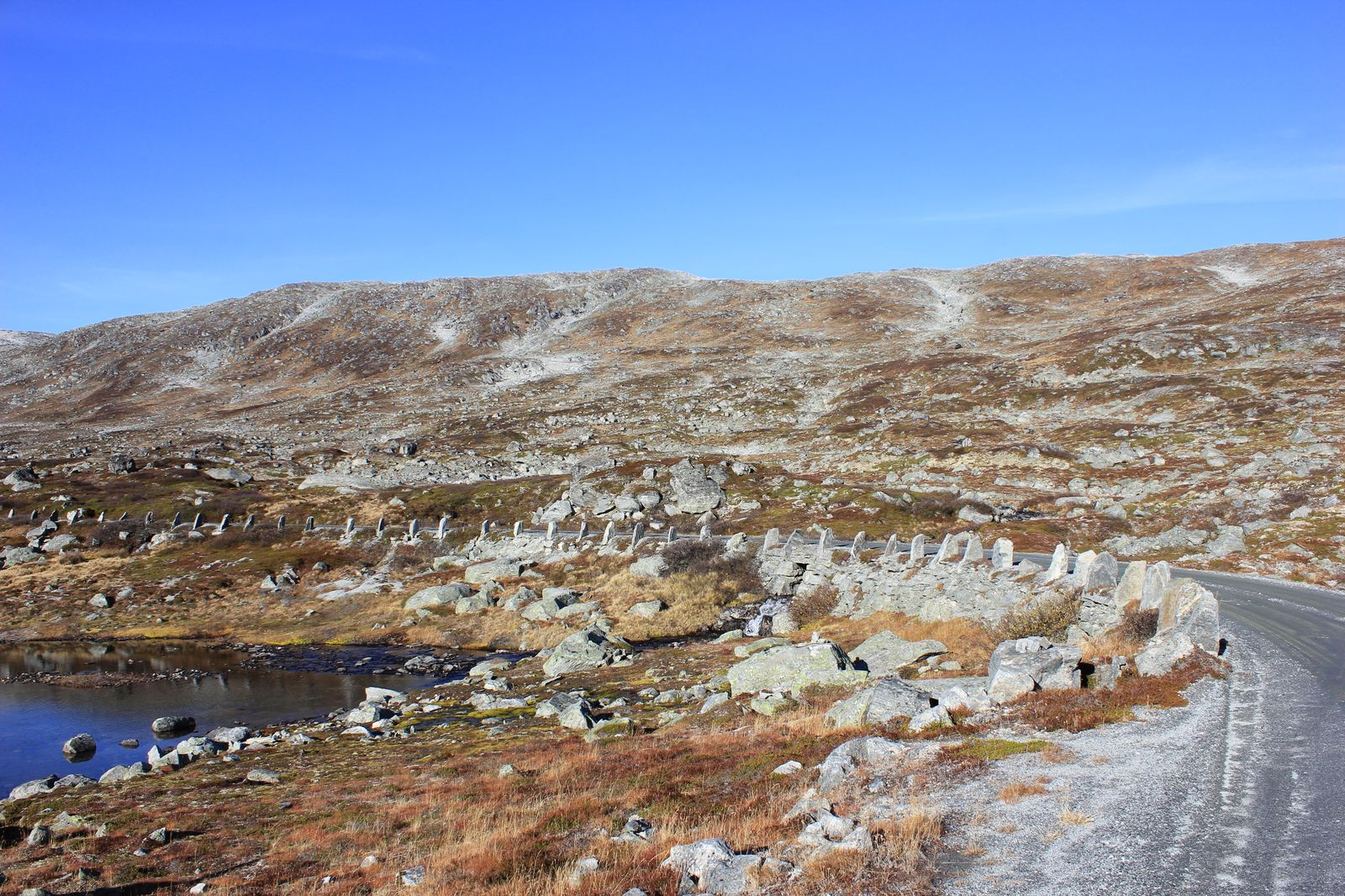
Früher bei norwegischen Straßen übliche Stabbesteiner
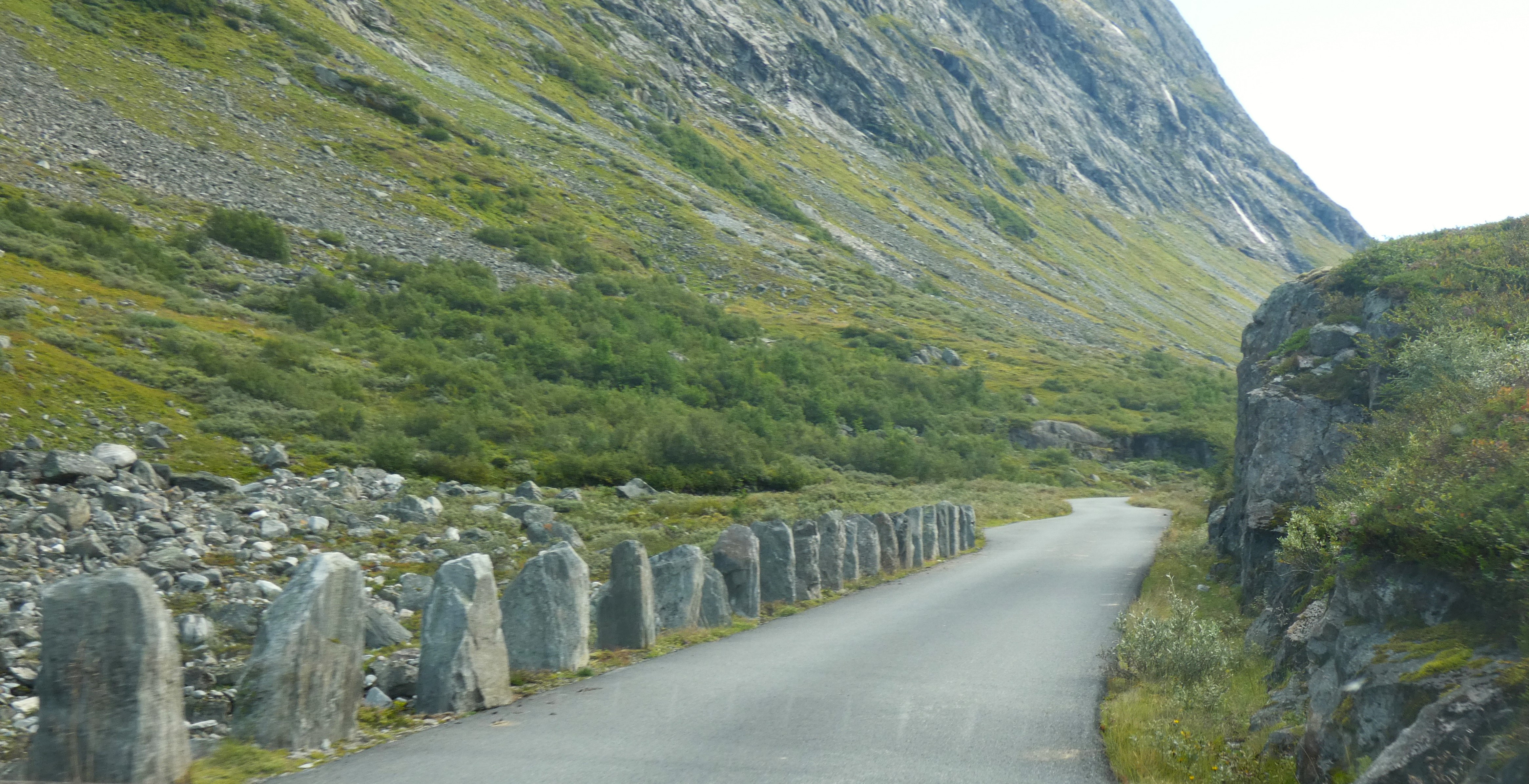
Stabbesteiner
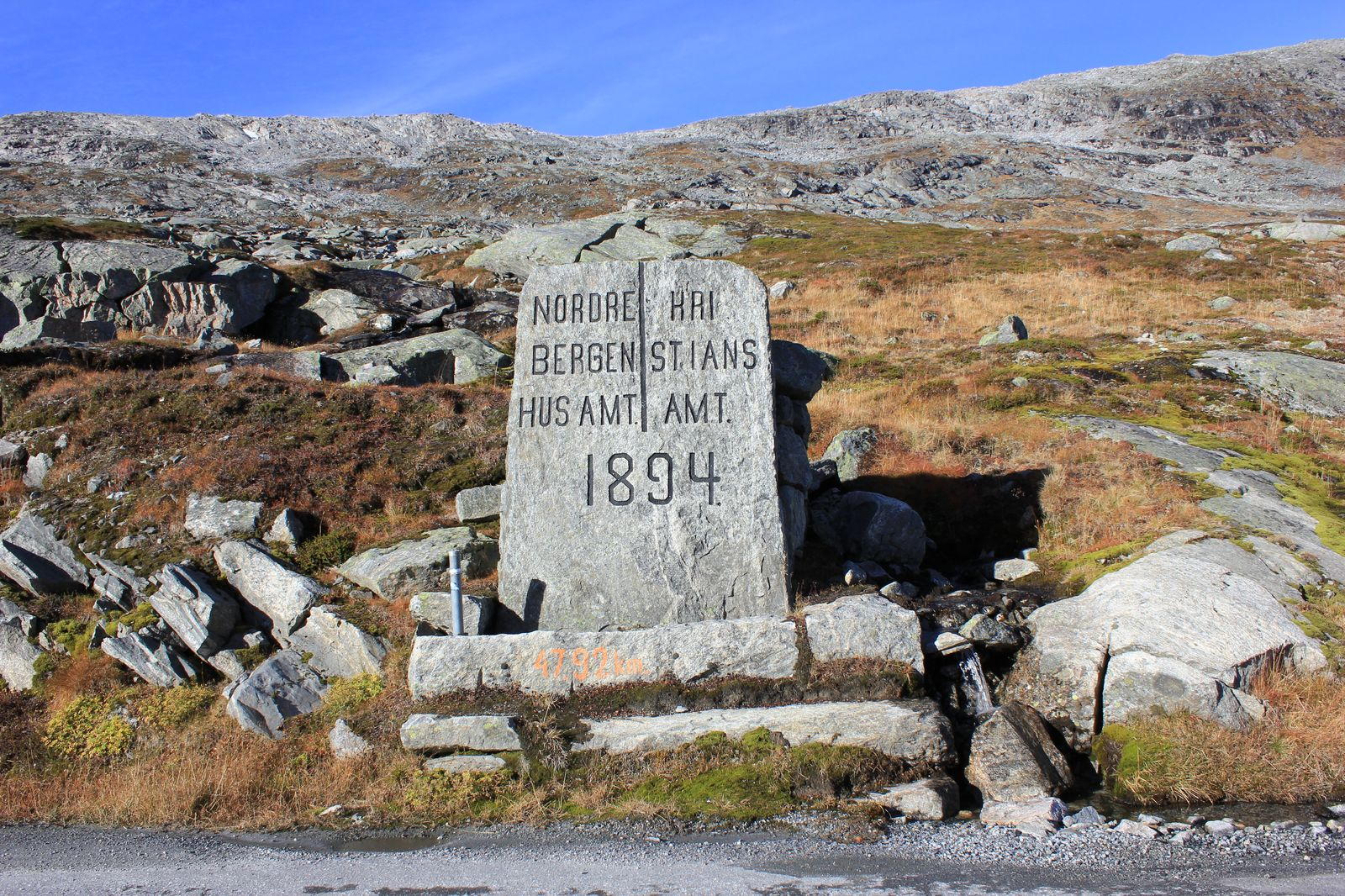
Wegstein mit Eröffnungsdatum der Straße
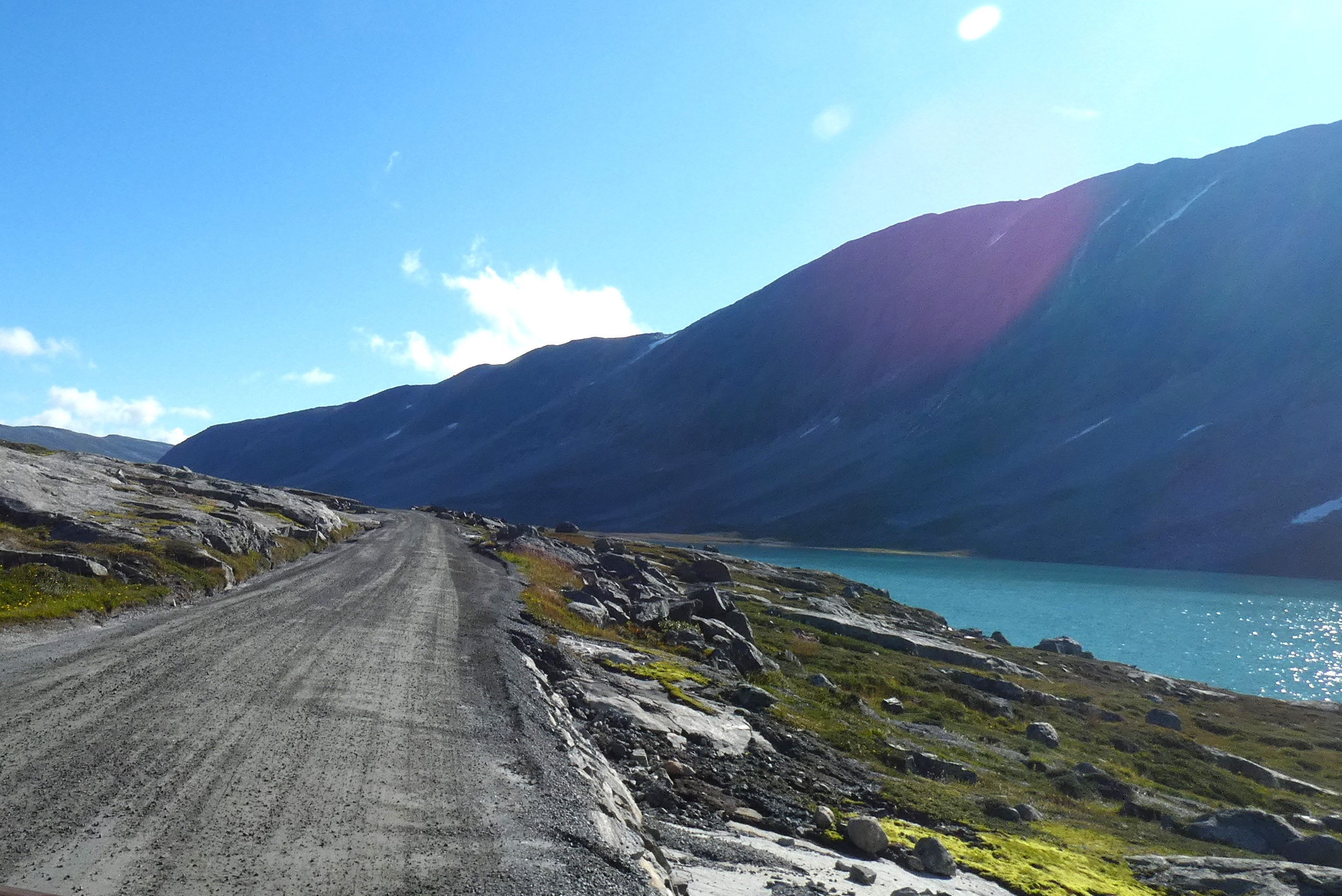